# Mary Elise Hayden

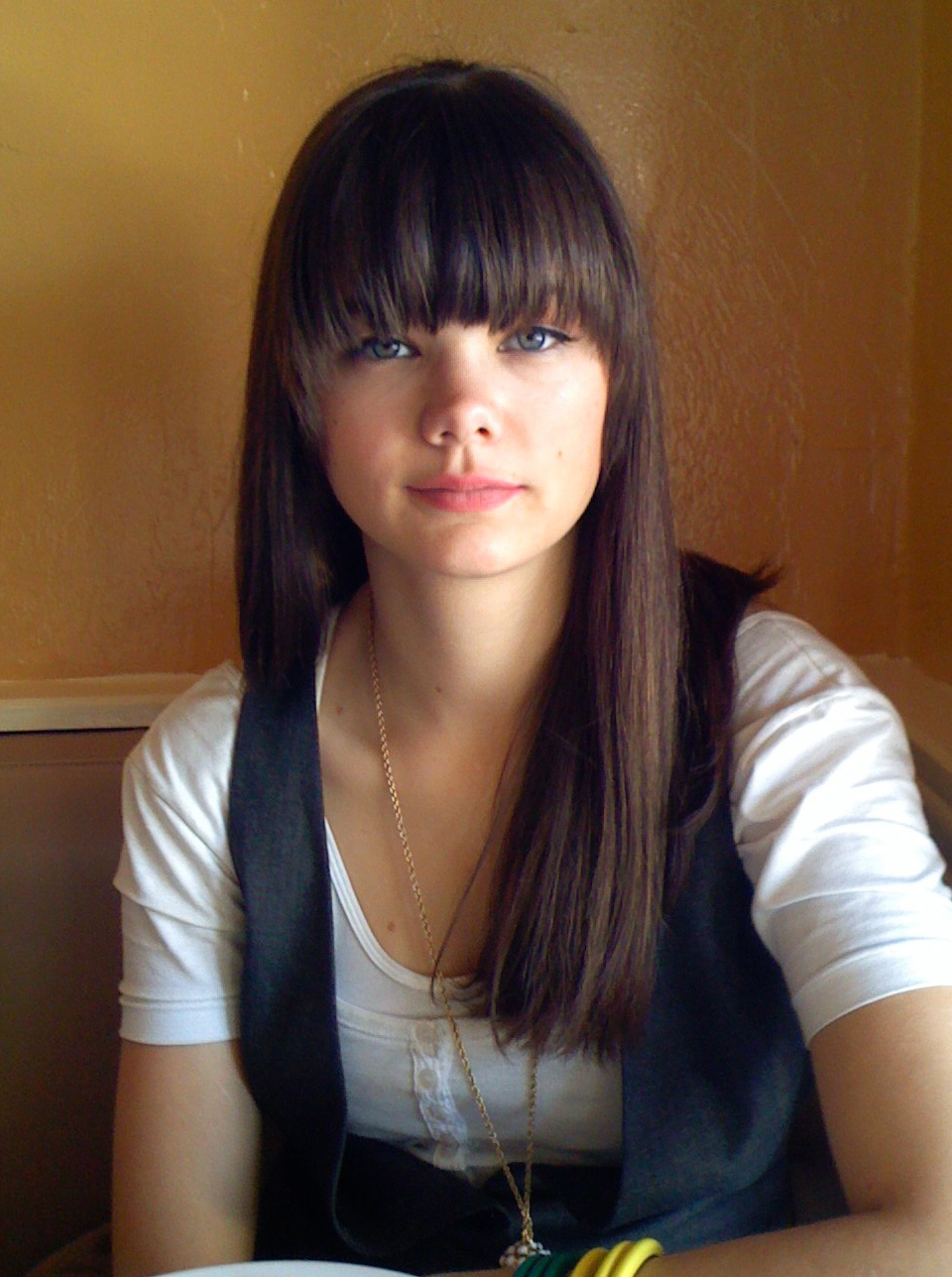
Mary Elise Hayden (2008)

Mary Elise Hayden (* 18. April 1985 in West Palm Beach, Florida) ist eine US-amerikanische Schauspielerin.

## Leben
Mary Elise Hayden besuchte die Alexander Dreyfoos High School of the Arts in West Palm Beach und die New York Film Academy. Ihre erste Filmtitelrolle spielte sie 2005 in der Komödie Kathy T Gives Good Hoover von Evan Lieberman. Dem deutschsprachigen Fernsehpublikum wurde sie durch die Rolle der Pippa Middleton in dem US-amerikanischen Fernsehfilm William und Kate: Ein Märchen wird wahr bekannt, der im April 2011 im Schweizer Fernsehen, vom ORF eins und Sat.1 erstausgestrahlt wurde.

## Filmografie (Auswahl)
- 2005: Kathy T Gives Good Hoover
- 2005: Popstar
- 2006: Friendly Fire
- 2006: The Modern Unicorn’s Guide to Love and Magic
- 2007: Redline
- 2009: We Are the Mods
- 2010: 10 Dinge, die ich an dir hasse (10 Things I Hate About You)  (Fernsehserie, 2 Episoden)
- 2010: Heart of Now
- 2011: Surrogate Valentine
- 2011: William und Kate: Ein Märchen wird wahr
- 2014: Ravenswood (Fernsehserie, eine Folge)